# Anden polske republik
Den Anden polske republik blev oprettet 6. november 1918. Polen blev dermed en selvstændig nation.
Grænserne blev fastsat i 1921, og landet havde da et areal på 387.000 km² og 27,2 millioner indbyggere (folketælling 1921). I 1939, lige før udbruddet af 2. verdenskrig, var folketallet øget til ca. 35,1 millioner. En tredjedel af disse var minoritetsgrupper: Jøder (10%), ukrainere og hviderussere (16%), tyskere (3%) samt litauere, russere og tjekkere (1%).
Efter at have været besat af tyske og østrig-ungarske styrker i sommeren 1915 blev de tidligere russiskstyrede dele af Polen proklameret som et uafhængigt kongerige 5. november 1916. Et regerende statsråd blev oprettet, og fra 15. oktober 1917 fandtes der også et regentråd (Rada Regencyjna). Deres mandat var at administrere landet under tysk overopsyn indtil en konge kunne vælges.
Bare en måned før 1. verdenskrig sluttede, den 7. oktober 1918, blev statsrådet opløst af regentrådet, som gjorde det klart, at dens mål var at genetablere polsk uafhængighed. De fleste partier, med undtagelse af det Marxistiske socialdemokratiske parti i kongedømmet Polen og Litauen, støttede dette træk. 23. oktober blev en ny regering under Józef Świerzyński indsatt. Świerzyński startede straks udskrivning af mandskab til den polske hær.
5. november 1918 blev den første delegatsovjetet oprettet, og 6. november proklamerede kommunisterne oprettelsen af Republikken Tarnobrzeg. Samme dag proklamerede den midlertidige folkeregering, at den Anden polske republik var oprettet, med Ignacy Daszyński som statsoverhoved.
10. november kom Józef Piłsudski tilbage til Warszawa, efter at være blevet sluppet fri af de tyske myndigheder i Magdeburg. På grund af hans popularitet, og fordi de fleste politiske partier støttede ham, blev han 11. november af regentrådet udnævnt til øverstkommanderende for den polske hær. Dette var samme dag som våbenhvilen blev indgået mellem de stridende parter i 1. verdenskrig. Rådet opløste sig selv 14. november, og overførte da al sin magt til Piłsudski. Flere regionale styringsorganer blev oprettet, og der udbrød konflikter med ukrainerne i Lviv. Efter konsultation med Piłsudski blev Daszyńskis regering opløst, og en ny blev oprettet under Jędrzej Moraczewski.
I Versaillestraktaten fra 1919 blev Polens uafhængighed bekræftet af de europæiske stormagter. Traktaten fastslog også, at visse tyske og østrig-ungarske områder skulle tildeles Polen, her i blandt den polske korridor.
Den anden polske republik blev opløst i september 1939, da både tyske og sovjetiske styrker rykkede ind i landet. Folkerepublikken Polen blev oprettet efter 2. verdenskrigs slutning i 1945.
52°13′48″N 21°00′40″Ø / 52.23°N 21.0111°Ø